# 서울 지하철 2호선
서울 지하철 2호선(서울 地下鐵 二號線) 혹은 수도권 전철 2호선(首都 圈電鐵 二號線)은 대한민국 서울 지하철 노선이자, 수도권 전철의 운행 계통이다. 서울 주요 지역을 순환하는 을지로순환선, 성수역과 신설동역을 잇는 성수지선, 신도림역과 까치산역을 잇는 신정지선으로 구성된다. 
1970년대 말 구자춘 전 서울시장의 3핵도시 구상에 따라 1972년의 계획을 파기하고 계획한 노선으로, 1986년 서울 아시안 게임과 1988 서울 올림픽을 대비하기 위하여 건설되었다는 특징도 있다. 
다른 노선들은 일반적으로 하행선과 상행선으로 구분하는 반면, 2호선의 운행 계통은 을지로순환선을 시계 방향으로 운행하는 내선순환과 반대 방향으로 운행하는 순환하는 외선순환, 성수지선, 신정지선을 왕복하는 운행 계통이 있다. 노선 안내 등에 사용된 색상은 ■녹색이다. 
서울 지하철 2호선은 대한민국에서 가장 붐비는 노선으로, 2012년 기준 서울 지하철 전체 이용 승객의 31%인 일평균 204만 8000명이 이 노선을 이용하고 있다. 서울 도심과 부도심을 이으며 도심에서 방사형으로 뻗어나가는 서울 지하철 및 수도권 전철 각 노선을 잇는 역할을 하기 때문에 혼잡도가 높은 편이며, 특히 오전 8시 ~ 오전 9시, 교대 - 강남 구간은 아침 출근 시간대를 기준으로 대한민국 철도 노선 중 최고의 혼잡률인 225%의 혼잡률을 보였다. 2호선의 전동차 정원은 1576명 인 것을 감안하면 이는 가장 혼잡한 시간대에는 한 편의 전동차가 평균 3514.5명의 인원을 수송하였음을 보여준다. 
전 구간을 서울교통공사가 담당한다. 통행 방향은 우측 통행이다.

## 역사
- 1977년: 착공

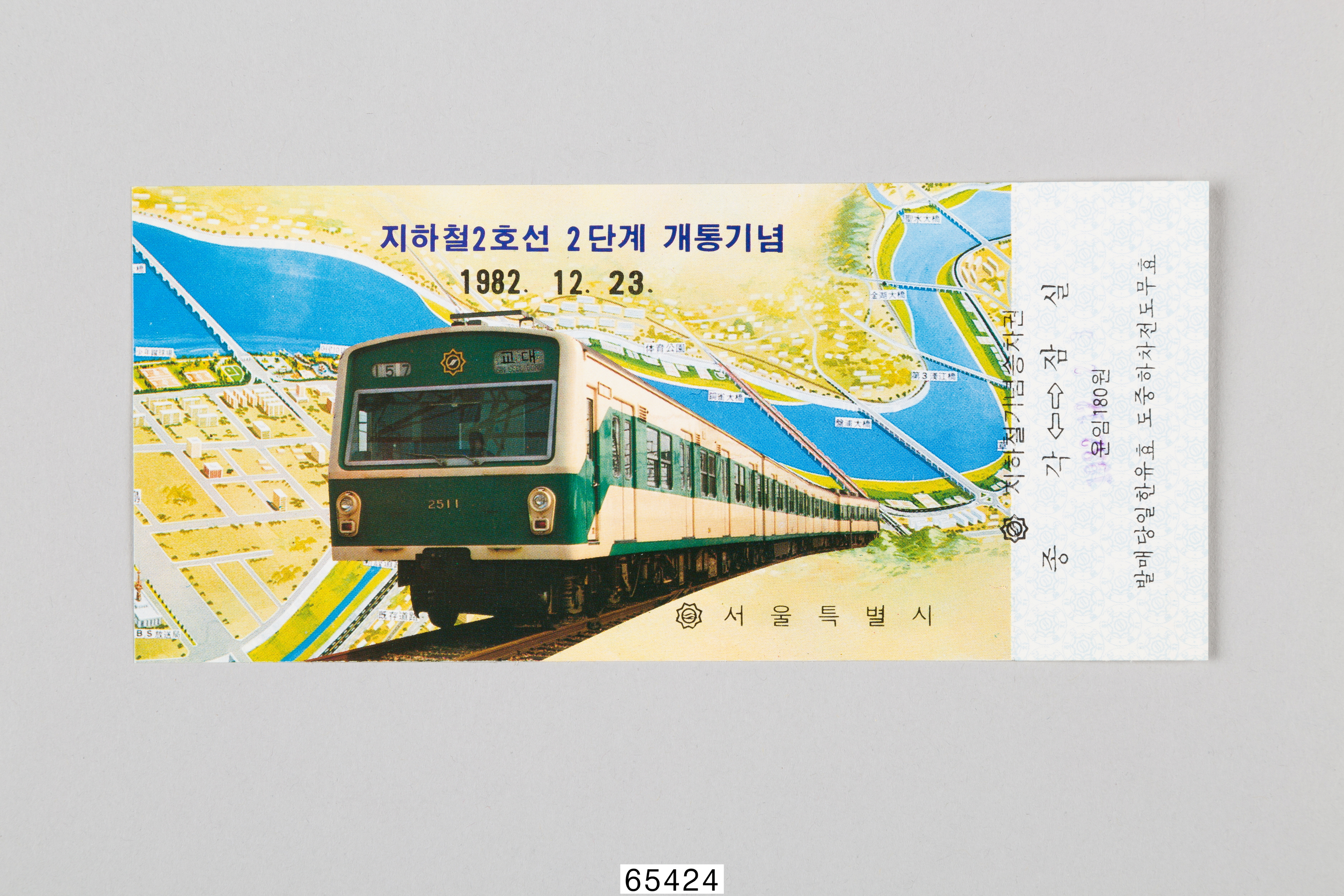
2단계 개통 기념 승차권

- 1980년 5월 28일: 구청앞 - 대운동장 구간 역명 결정[3]
- 1980년 8월 28일: 구청앞역에서 신설동역으로, 대운동장역에서 종합운동장역으로 변경[4]
- 1980년 10월 31일: 신설동 - 종합운동장 구간 14.3 km 개통
- 1982년 12월 9일: 종합운동장 - 교대 구간 역명 결정[5]
- 1982년 12월 23일: 종합운동장 - 교대 구간 5.5 km 개통
- 1983년 6월 30일: 을지로입구 - 교대 구간 역명 결정[6]
- 1983년 9월 16일: 을지로입구 - 성수 구간 7.9 km 개통과 동시에 신설동 - 성수 5.4 km 구간이 성수지선으로 별개로 분리
- 1983년 10월 17일: 문래역에서 신도림역으로, 문래3가역에서 문래역으로 변경[7]
- 1983년 12월 17일: 교대 - 서울대입구 6.7km 구간 개통[8]
- 1984년 5월 18일: 동교역에서 홍대입구역으로 변경[9]
- 1984년 5월 22일: 서울대입구 - 을지로입구 19.8 km 개통으로 을지로 순환선 완성
- 1985년 3월 1일: 화양역에서 건대입구역으로 변경[10]
- 1985년 10월 18일: 서울 지하철 3호선·4호선의 연장 개통으로 을지로3가역, 교대역, 서울운동장역 (현 동대문역사문화공원역), 사당역이 환승역이 됨
- 1985년 10월 24일 : 서울운동장역에서 동대문운동장역으로 변경[11]
- 1992년 3월 20일: 기지역에서 용답역으로 역명 변경
- 1992년 5월 22일: 신정지선 신도림 - 양천구청 2.7 km 구간 개통
- 1996년 2월 29일: 신정지선 양천구청 - 신정네거리 1.9 km 구간 개통
- 1996년 3월 20일: 신정지선 신정네거리 - 까치산 1.4 km 구간이 서울 지하철 5호선 연장 개통과 동시에 개통
- 1996년 12월 31일: 당산 - 합정 2 km 구간이 당산철교 재시공으로 운행 중단
- 1999년 11월 22일: 당산 - 합정 2 km 구간이 당산철교 재시공 완료로 재개통
- 2001년 8월 3일: 신당역 6호선 환승 통로 개통
- 2004년 10월 1일: 구로공단역에서 구로디지털단지역으로 변경
- 2005년 10월 20일: 신답 - 신설동 사이에 용두역 개통
- 2009년 10월 29일 : 동대문운동장역에서 동대문역사문화공원역으로 변경[12]
- 2010년 5월 27일: 성내역에서 잠실나루역으로 변경[13]
- 2010년 9월: 신호체계를 독일 지멘스 사의 ATP/ATO로 변경
- 2014년 12월 18일: 왕십리역에서 왕십리(성동구청)역으로 변경[14]
- 2016년 12월 15일: 신천역에서 잠실새내역으로 변경[15]
- 2019년 12월 26일: 낙성대역에서 낙성대(강감찬)역으로 변경[16]

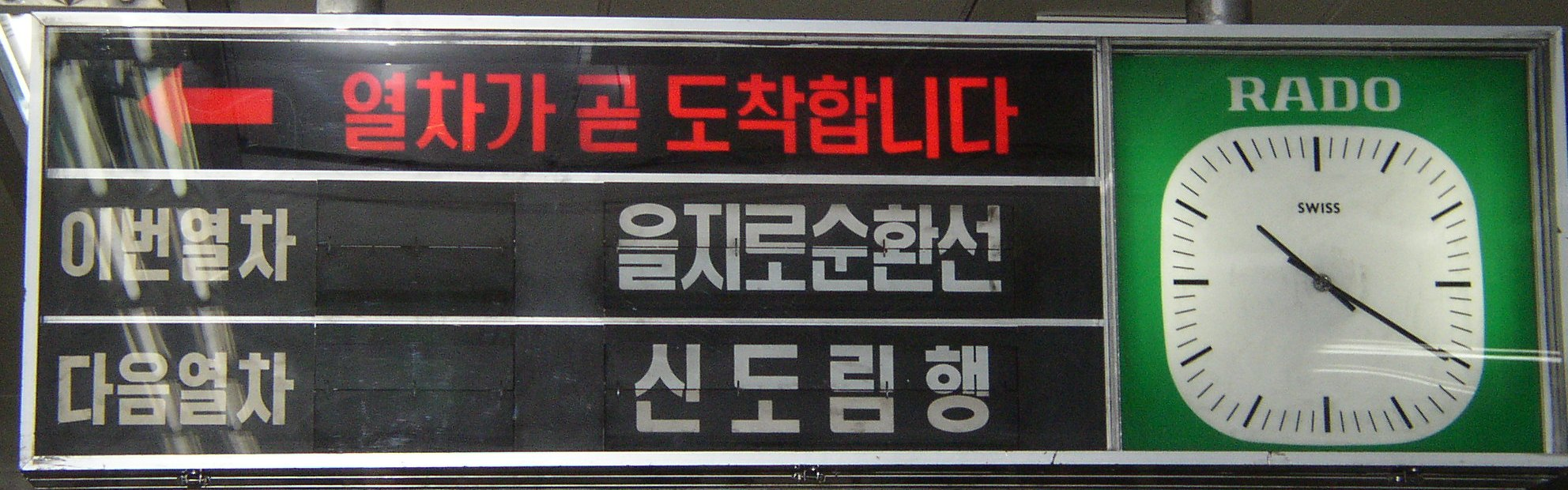
플랩식 행선 안내기, LED 행선 안내기 도입 이전까지 1기 지하철 구간에서 사용하였다. 서울 지하철 2호선에는 2010년까지 남아 있었으며 2005년에 일부 역사에 새로운 행선 안내기가 설치됐지만, 사업자의 계약 문제로 얼마 뒤 철거되었고, 2010년 새 사업자가 선정되어 행선 안내기가 LCD 방식 신형으로 교체되면서 현재는 모두 철거되었다.

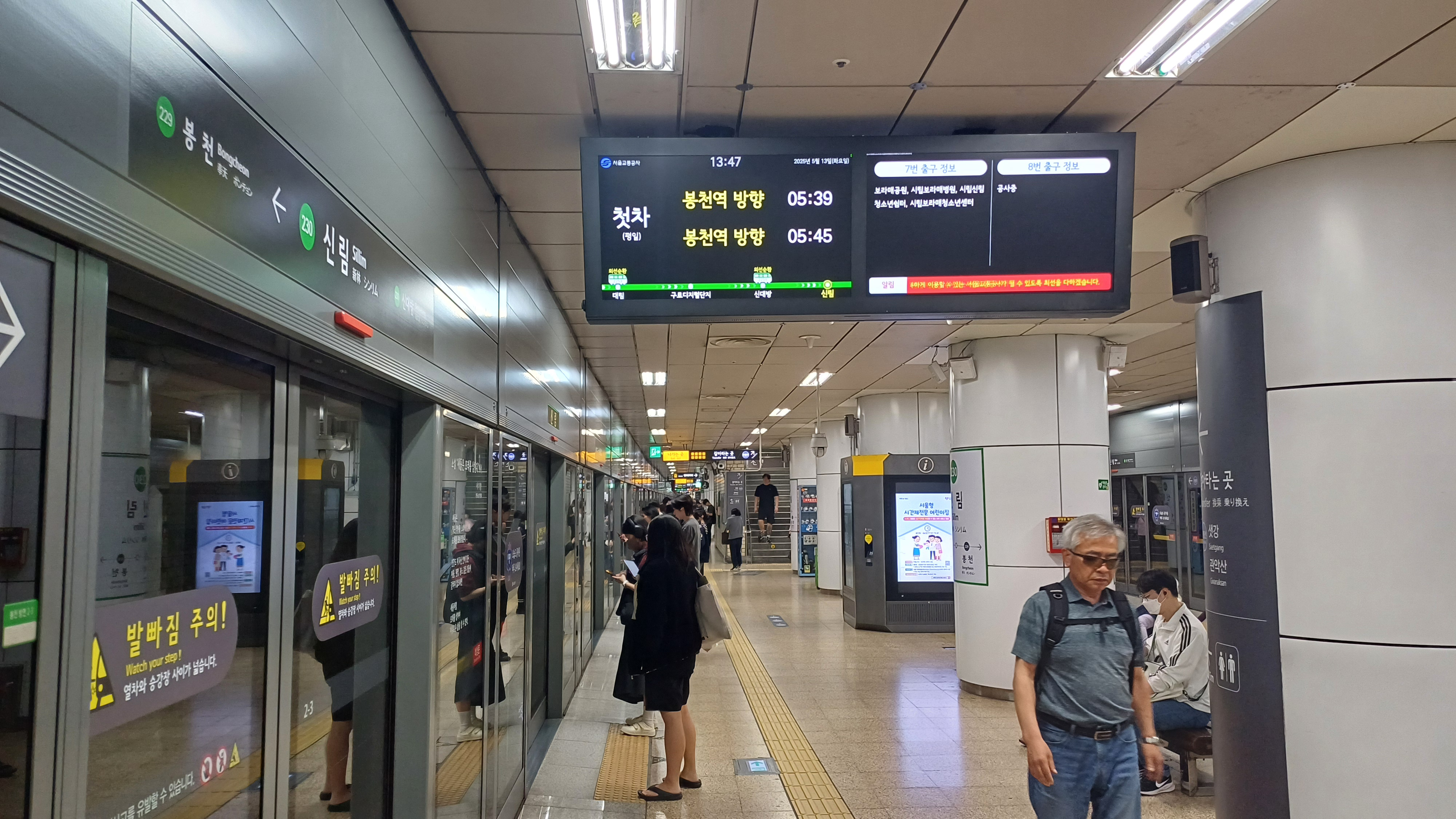
2025년 5월 기준 행선 안내기

## 운영

### 운행

#### 외선·내선 순환
서류 상의 기준점은 시청역이나, 운영 및 열차 운행에 있어서는 성수역과 신도림역이 기준점이 된다. 내선 순환은 순환선을 시계 방향으로 도는 운행 계통이며, 외선 순환은 시계 반대 방향으로 돈다. 이전에는 노선의 별칭을 따라 이 운행 계통을 을지로 순환선으로 불렀으나 현재는 잘 쓰이지 않는다. 
모든 열차가 각 역에 정차하며, 대부분의 열차는 차량기지 인근에 위치한 성수역 혹은 신도림역을 출발하여 본선을 몇 바퀴를 돈 뒤 다시 성수역 또는 신도림역에서 운행을 마치는 형태로 운행된다. 이외에도 막차 시간대에는 을지로입구역, 서울대입구역, 삼성역, 홍대입구역 종착 열차가 있으며 이들은 해당 역의 주박선에서 주박을 하고, 다음 날 새벽에 첫차로 운행 후 차량기지로 입고한다. 
순환선 전 구간을 한 바퀴 운행하는 데 걸리는 표준 시간은 1시간 27분 (87분) ~ 1시간 30분 (90분)이나 출·퇴근 시간 등에는 지연으로 인하여 다소 늦어질 수 있다. 10량 75개 편성이며 운행 시에는 앞쪽 운전실에 기관사, 뒤쪽 운전실에 차장이 근무하는 2인 승무제를 시행하며 이는 1호선, 3호선, 4호선 (코레일 포함)과 같다.
1996년 12월 31일부터 1999년 11월 22일까지 당산철교가 재시공으로 사용이 중지되었을 때 내선 순환은 당산역까지, 외선 순환은 홍대입구역이나 합정역까지만 운행된 적이 있었다.

#### 성수지선
성수 - 신설동 구간을 운행하는 지선 운행 계통이다. 2호선이 1980년 10월 31일 1단계 개통으로 신설동 - 성수 - 종합운동장 구간이 처음 개통된 이래로 1982년 12월 23일 2단계 개통으로 종합운동장 - 교대 구간이 연장 개통될 당시까지만 해도 본선 구간의 일부로 운행되었다. 그러나 1983년 9월 16일 성수 - 을지로입구 3단계 구간이 연장 개통하면서 을지로입구 - 종합운동장 구간이 본선이 되고, 신설동 - 성수 구간이 성수지선으로 분리되어 현재와 동일한 운행 계통을 구축하게 되었다. 
성수역에서 시종착하는 열차들은 성수지선을 통하여 군자차량사업소로 입고하거나 기지에서 출고한다. 수도권 전철 1호선을 운행하는 서울교통공사 1000호대 VVVF 전동차와 서울교통공사 1000호대 저항제어 전동차 역시 서울 지하철 1호선 동묘앞역에서 종착 후 신설동역 구내의 1호선 및 2호선의 연결선을 이용하여 2호선 신설동역 유령 승강장 (지하 3층)을 통과한 후, 군자차량기지로 입고한다. 이 때문에 종종 성수지선 전동차가 용답역 또는 신답역에 1분 이상 정차하는 경우도 있다. 성수지선은 4량 5개편성이며 신정지선과 마찬가지로 편성량이 짧아 1인 승무제를 시행하여 전동차 뒤쪽 운전실에 차장이 별도로 근무하지 않는다.

#### 신정지선
신도림~까치산 구간을 운행한 지선 운행 계통이다. 신도림역과 신정차량사업소 사이의 입출고선을 연장한 방식으로 건설되었으며, 까치산역에서 5호선으로 갈아탈 수 있다. 까치산역 인근에 5호선과의 연결선이 있어서 서울 지하철 5호선 개통 당시 5호선 전동차와 7·8호선 전동차를 고덕차량기지와 방화차량기지로 운송하는데 사용되기도 하였다. 
신정네거리역에서 까치산역, 신도림역에서 도림천역구간이 단선이기 때문에 선행열차가 신정네거리역에서 까치산역으로 들어가거나, 도림천역에서 신도림역으로 간 경우, 후속열차는 선행열차가 되돌아 나올 때까지 대기하여야 하기 때문에 (대략 10분) 배차간격이 긴 편이다. 또한 도림천역과 양천구청역 사이에 있는 신정차량사업소와의 연결선을 통하여 열차가 입출고하기 때문에 지선 열차가 양천구청역이나 도림천역에서 대기하는 경우도 있다. 또한 신정지선은 6량 4개편성이며 성수지선과 마찬가지로 편성 량수가 적어 1인 승무제를 시행하여 전동차 뒤쪽 운전실에 차장이 별도로 근무하지 않는다.

### 차량
군자차량사업소, 신정차량사업소에 배치되어 있으며, 입·출고 시에는 각 차량기지와 연결된 지선을 이용한다.
- 서울교통공사 2000호대 VVVF 전동차 - 현재 본선, 성수지선, 신정지선에서 운행하고 있다.

## 역 목록

### 본선 (을지로순환선)
| 역 번호 | 역명                    | 역명                                                                | 역명                    | 접속 노선                                                                      | 역간 거리 | 누적 거리 | 소재지     | 소재지   |
| 역 번호 | 한글                    | 로마자                                                              | 한자                    | 접속 노선                                                                      | 역간 거리 | 누적 거리 | 소재지     | 소재지   |
| ------- | ----------------------- | ------------------------------------------------------------------- | ----------------------- | ------------------------------------------------------------------------------ | --------- | --------- | ---------- | -------- |
| 201     | 시청                    | City Hall                                                           | 市廳                    | ● 수도권 전철 1호선                                                            | 0.0       | 0.0       | 서울특별시 | 중구     |
| 202     | 을지로입구              | Euljiro 1(il)-ga                                                    | 乙支路入口              |                                                                                | 0.7       | 0.7       | 서울특별시 | 중구     |
| 203     | 을지로3가               | Euljiro 3(sam)-ga                                                   | 乙支路3街               | ● 수도권 전철 3호선                                                            | 0.8       | 1.5       | 서울특별시 | 중구     |
| 204     | 을지로4가               | Euljiro 4(sa)-ga                                                    | 乙支路4街               | ● 수도권 전철 5호선                                                            | 0.6       | 2.1       | 서울특별시 | 중구     |
| 205     | 동대문역사문화공원(DDP) | Dongdaemun History & Culture Park(DDP)                              | 東大門歷史文化公園(DDP) | ● 수도권 전철 4호선 ● 수도권 전철 5호선                                        | 1.0       | 3.1       | 서울특별시 | 중구     |
| 206     | 신당                    | Sindang                                                             | 新堂                    | ● 서울 지하철 6호선                                                            | 0.9       | 4.0       | 서울특별시 | 중구     |
| 207     | 상왕십리                | Sangwangsimni                                                       | 上往十里                |                                                                                | 0.9       | 4.9       | 서울특별시 | 성동구   |
| 208     | 왕십리(성동구청)        | Wangsimni (Seongdong-Gu Office)                                     | 往十里(城東區廳)        | ● 수도권 전철 5호선 ● 수도권 전철 경의·중앙선 ● 수도권 전철 수인·분당선 경원선 | 0.8       | 5.7       | 서울특별시 | 성동구   |
| 209     | 한양대                  | Hanyang Univ.                                                       | 漢陽大                  |                                                                                | 1.0       | 6.7       | 서울특별시 | 성동구   |
| 210     | 뚝섬                    | Ttukseom                                                            | 뚝섬                    |                                                                                | 1.1       | 7.8       | 서울특별시 | 성동구   |
| 211     | 성수                    | Seongsu                                                             | 聖水                    | ● 서울 지하철 2호선 (성수지선)                                                 | 0.8       | 8.6       | 서울특별시 | 성동구   |
| 212     | 건대입구                | Konkuk Univ.                                                        | 建大入口                | ● 서울 지하철 7호선                                                            | 1.2       | 9.8       | 서울특별시 | 광진구   |
| 213     | 구의(광진구청)          | Guui (Gwangjin-gu Office)                                           | 九宜(廣津區廳)          |                                                                                | 1.6       | 11.4      | 서울특별시 | 광진구   |
| 214     | 강변(동서울터미널)      | Gangbyeon (Dongseoul Bus Terminal)                                  | 江邊(東서울터미널)      |                                                                                | 0.9       | 12.3      | 서울특별시 | 광진구   |
| 215     | 잠실나루                | Jamsillaru                                                          | 蠶室나루                |                                                                                | 1.8       | 14.1      | 서울특별시 | 송파구   |
| 216     | 잠실(송파구청)          | Jamsil (Songpa-gu Office)                                           | 蠶室(松坡區廳)          | ● 수도권 전철 8호선                                                            | 1.0       | 15.1      | 서울특별시 | 송파구   |
| 217     | 잠실새내                | Jamsilsaenae                                                        | 蠶室새내                |                                                                                | 1.2       | 16.3      | 서울특별시 | 송파구   |
| 218     | 종합운동장              | Sports Complex                                                      | 綜合運動場              | ● 서울 지하철 9호선                                                            | 1.2       | 17.5      | 서울특별시 | 송파구   |
| 219     | 삼성(무역센터)          | Samseong (World Trade Center Seoul)                                 | 三成(貿易센터)          |                                                                                | 1.0       | 18.5      | 서울특별시 | 강남구   |
| 220     | 선릉                    | Seolleung                                                           | 宣陵                    | ● 수도권 전철 수인·분당선                                                      | 1.3       | 19.8      | 서울특별시 | 강남구   |
| 221     | 역삼                    | Yeoksam                                                             | 驛三                    |                                                                                | 1.2       | 21.0      | 서울특별시 | 강남구   |
| 222     | 강남                    | Gangnam                                                             | 江南                    | ● 신분당선                                                                     | 0.8       | 21.8      | 서울특별시 | 강남구   |
| 223     | 교대(법원·검찰청)       | Seoul Nat'l Univ. of Education (Court & Public Prosecutors' Office) | 敎大(法院·檢察廳)       | ● 수도권 전철 3호선                                                            | 1.2       | 23.0      | 서울특별시 | 서초구   |
| 224     | 서초                    | Seocho                                                              | 瑞草                    |                                                                                | 0.7       | 23.7      | 서울특별시 | 서초구   |
| 225     | 방배                    | Bangbae                                                             | 方背                    |                                                                                | 1.7       | 25.4      | 서울특별시 | 서초구   |
| 226     | 사당                    | Sadang                                                              | 舍堂                    | ● 수도권 전철 4호선                                                            | 1.6       | 27.0      | 서울특별시 | 관악구   |
| 227     | 낙성대(강감찬)          | Nakseongdae (Ganggamchan)                                           | 落星垈(姜邯贊)          |                                                                                | 1.7       | 28.7      | 서울특별시 | 관악구   |
| 228     | 서울대입구(관악구청)    | Seoul Nat'l Univ. (Gwanak-gu Office)                                | 서울大入口 (冠岳區廳)   |                                                                                | 1.0       | 29.7      | 서울특별시 | 관악구   |
| 229     | 봉천                    | Bongcheon                                                           | 奉天                    |                                                                                | 1.0       | 30.7      | 서울특별시 | 관악구   |
| 230     | 신림                    | Sillim                                                              | 新林                    | ● 서울 경전철 신림선                                                           | 1.1       | 31.8      | 서울특별시 | 관악구   |
| 231     | 신대방                  | Sindaebang                                                          | 新大方                  |                                                                                | 1.8       | 33.6      | 서울특별시 | 동작구   |
| 232     | 구로디지털단지          | Guro Digital Complex                                                | 九老디지털團地          |                                                                                | 1.1       | 34.7      | 서울특별시 | 구로구   |
| 233     | 대림(구로구청)          | Daerim (Guro-gu Office)                                             | 大林(九老區廳)          | ● 서울 지하철 7호선                                                            | 1.1       | 35.8      | 서울특별시 | 구로구   |
| 234     | 신도림                  | Sindorim                                                            | 新道林                  | ● 수도권 전철 1호선 ● 서울 지하철 2호선 (신정지선)                             | 1.8       | 37.6      | 서울특별시 | 구로구   |
| 235     | 문래                    | Mullae                                                              | 文來                    |                                                                                | 1.2       | 38.8      | 서울특별시 | 영등포구 |
| 236     | 영등포구청              | Yeongdeungpo-gu Office                                              | 永登浦區廳              | ● 수도권 전철 5호선                                                            | 0.9       | 39.7      | 서울특별시 | 영등포구 |
| 237     | 당산                    | Dangsan                                                             | 堂山                    | ● 서울 지하철 9호선                                                            | 1.1       | 40.8      | 서울특별시 | 영등포구 |
| 238     | 합정                    | Hapjeong                                                            | 合井                    | ● 서울 지하철 6호선                                                            | 2.0       | 42.8      | 서울특별시 | 마포구   |
| 239     | 홍대입구                | Hongik Univ.                                                        | 弘大入口                | ● 수도권 전철 경의·중앙선 ● 인천국제공항철도                                   | 1.1       | 43.9      | 서울특별시 | 마포구   |
| 240     | 신촌(지하)              | Sinchon                                                             | 新村(地下)              |                                                                                | 1.3       | 45.2      | 서울특별시 | 마포구   |
| 241     | 이대                    | Ewha Womans Univ.                                                   | 梨大                    |                                                                                | 0.8       | 46.0      | 서울특별시 | 마포구   |
| 242     | 아현                    | Ahyeon                                                              | 阿峴                    |                                                                                | 0.9       | 46.9      | 서울특별시 | 마포구   |
| 243     | 충정로(경기대입구)      | Chungjeongno (Kyonggi Univ.)                                        | 忠正路 (京畿大入口)     | ● 수도권 전철 5호선                                                            | 0.8       | 47.7      | 서울특별시 | 서대문구 |
| 201     | 시청                    | City Hall                                                           | 市廳                    | ● 수도권 전철 1호선                                                            | 1.1       | 48.8      | 서울특별시 | 중구     |

### 성수지선
| 역 번호 | 역명             | 역명                          | 역명             | 접속 노선                                    | 역간 거리 | 누적 거리 | 소재지     | 소재지   |
| 역 번호 | 한글             | 로마자                        | 한자             | 접속 노선                                    | 역간 거리 | 누적 거리 | 소재지     | 소재지   |
| ------- | ---------------- | ----------------------------- | ---------------- | -------------------------------------------- | --------- | --------- | ---------- | -------- |
| 211     | 성수             | Seongsu                       | 聖水             | ● 서울 지하철 2호선 (본선)                   | 0.0       | 0.0       | 서울특별시 | 성동구   |
| 211-1   | 용답             | Yongdap                       | 龍踏             |                                              | 2.3       | 2.3       | 서울특별시 | 성동구   |
| 211-2   | 신답             | Sindap                        | 新踏             |                                              | 1.0       | 3.3       | 서울특별시 | 성동구   |
| 211-3   | 용두(동대문구청) | Yongdu (Dongdaemun-gu Office) | 龍頭(東大門區廳) |                                              | 0.9       | 4.2       | 서울특별시 | 동대문구 |
| 211-4   | 신설동           | Sinseol-dong                  | 新設洞           | ● 수도권 전철 1호선 ● 서울 경전철 우이신설선 | 1.2       | 5.4       | 서울특별시 | 동대문구 |

### 신정지선
| 역 번호 | 역명       | 역명                | 역명       | 접속 노선                                      | 역간 거리 | 누적 거리 | 소재지     | 소재지 |
| 역 번호 | 한글       | 로마자              | 한자       | 접속 노선                                      | 역간 거리 | 누적 거리 | 소재지     | 소재지 |
| ------- | ---------- | ------------------- | ---------- | ---------------------------------------------- | --------- | --------- | ---------- | ------ |
| 234     | 신도림     | Sindorim            | 新道林     | ● 수도권 전철 1호선 ● 서울 지하철 2호선 (본선) | 0.0       | 0.0       | 서울특별시 | 구로구 |
| 234-1   | 도림천     | Dorimcheon          | 道林川     |                                                | 1.0       | 1.0       | 서울특별시 | 구로구 |
| 234-2   | 양천구청   | Yangcheon-gu Office | 陽川區廳   |                                                | 1.7       | 2.7       | 서울특별시 | 양천구 |
| 234-3   | 신정네거리 | Sinjeongnegeori     | 新亭네거리 |                                                | 1.9       | 4.6       | 서울특별시 | 양천구 |
| 234-4   | 까치산     | Kkachisan           | 까치山     | ● 수도권 전철 5호선                            | 1.4       | 6.0       | 서울특별시 | 강서구 |

## 교량
- 당산철교
- 잠실철교
- 장안철교
- 신도림-신림 간 고가철도
- 강변-한양대 간 고가철도

## 이용객 변동
| 노선  | 노선   | 일평균 인원수 (명/일) | 일평균 인원수 (명/일) | 일평균 인원수 (명/일) | 일평균 인원수 (명/일) | 일평균 인원수 (명/일) | 일평균 인원수 (명/일) | 일평균 인원수 (명/일) | 일평균 인원수 (명/일) | 일평균 인원수 (명/일) | 일평균 인원수 (명/일) | 각주   |
| 노선  | 노선   | 2000년                | 2001년                | 2002년                | 2003년                | 2004년                | 2005년                | 2006년                | 2007년                | 2008년                | 2009년                | 각주   |
| ----- | ------ | --------------------- | --------------------- | --------------------- | --------------------- | --------------------- | --------------------- | --------------------- | --------------------- | --------------------- | --------------------- | ------ |
| 2호선 | 승차   | 1,403,567             | 1,413,009             | 1,437,622             | 1,424,944             | 1,441,774             | 1,442,947             | 1,451,283             | 1,469,567             | 1,512,167             | 1,528,825             | [ 19 ] |
| 2호선 | 하차   | 1,416,658             | 1,423,710             | 1,450,264             | 1,443,145             | 1,454,650             | 1,460,827             | 1,469,856             | 1,485,699             | 1,523,518             | 1,543,184             | [ 19 ] |
| 2호선 | 승하차 | 2,820,225             | 2,836,719             | 2,887,886             | 2,868,089             | 2,896,424             | 2,903,773             | 2,921,141             | 2,955,266             | 3,035,686             | 3,072,009             | [ 19 ] |
| 노선  | 노선   | 2010년                | 2011년                | 2012년                | 2013년                | 2014년                | 2015년                | 2016년                | 2017년                | 2018년                | 2019년                | [ 19 ] |
| 2호선 | 승차   | 1,517,375             | 1,547,394             | 1,546,746             | 1,554,070             | 1,579,409             | 1,554,434             | 1,541,893             | 1,522,393             | 1,530,910             | 1,540,008             | [ 19 ] |
| 2호선 | 하차   | 1,540,316             | 1,567,239             | 1,560,470             | 1,572,506             | 1,596,836             | 1,571,347             | 1,561,308             | 1,542,570             | 1,553,302             | 1,562,804             | [ 19 ] |
| 2호선 | 승하차 | 3,057,691             | 3,114,633             | 3,107,214             | 3,126,576             | 3,176,245             | 3,125,781             | 3,103,201             | 3,064,963             | 3,084,212             | 3,102,812             | [ 19 ] |
| 노선  | 노선   | 2020년                |                       |                       |                       |                       |                       |                       |                       |                       |                       | [ 19 ] |
| 2호선 | 승차   | 1,093,425             |                       |                       |                       |                       |                       |                       |                       |                       |                       | [ 19 ] |
| 2호선 | 하차   | 1,103,185             |                       |                       |                       |                       |                       |                       |                       |                       |                       | [ 19 ] |
| 2호선 | 승하차 | 2,196,610             |                       |                       |                       |                       |                       |                       |                       |                       |                       | [ 19 ] |

## 역 추가 설치 계획

### 신정교역 신설 계획
목동신시가지 14단지 입주민들의 교통편의를 위해 도림천역과 양천구청역 사이에 신정교역(가칭)을 신설할 계획에 있다.

## 같이 보기
- 1기 지하철
- 구자춘
- 야마노테 선
- 오사카 순환선
- 나고야 시영 지하철 메이조 선
- 베이징 지하철 2호선
- 베이징 지하철 10호선